# Kiss – Von Phantomen gejagt
Kiss – Von Phantomen gejagt (deutscher Kinoverleihtitel war Kiss in Attack of the Phantoms) ist ein 1978 von Hanna-Barbera Cartoons, Inc. produzierter TV-Film, der außerhalb der USA auch im Kino gezeigt wurde. Der Film greift das damals propagierte Superhelden-Image der Gruppe Kiss auf; seine Handlung, die überwiegend im Freizeitpark Magic Mountain spielt, stellt die mit besonderen Fähigkeiten ausgestatteten Mitglieder der Gruppe in den Mittelpunkt. Der Originaltitel des Films lautet Kiss Meets the Phantom of the Park. Drehorte waren der Freizeitpark sowie die Culver City Studios in Culver City. Die Mitglieder der Gruppe verfügen in dem Film über Superkräfte, die ihnen von vier Talismanen verliehen werden, die die Form der Maske des jeweiligen Kiss-Mitglieds haben.

## Handlung
Der Ingenieur Abner Devereaux verliert seinen Job im kalifornischen Magic Mountain-Freizeitpark, weil er bei der Entwicklung neuer Attraktionen Sicherheitsstandards unberücksichtigt gelassen hat. Er zieht sich in sein Labor zurück und sinnt auf Rache. Er entwickelt ein Szenario, das zufällig mit der Ankunft der Rockband Kiss zusammenfällt, die ein Konzert im Freizeitpark geben soll. Dabei macht er sich seine Erfindung zunutze, mit der er Roboter-Klone von Menschen erzeugen kann, um seinen Plan umzusetzen. Als Gehilfen manipuliert er zuerst seinen Assistenten Sam. Auch einige pöbelnde Jugendliche werden ins Labor geschafft.

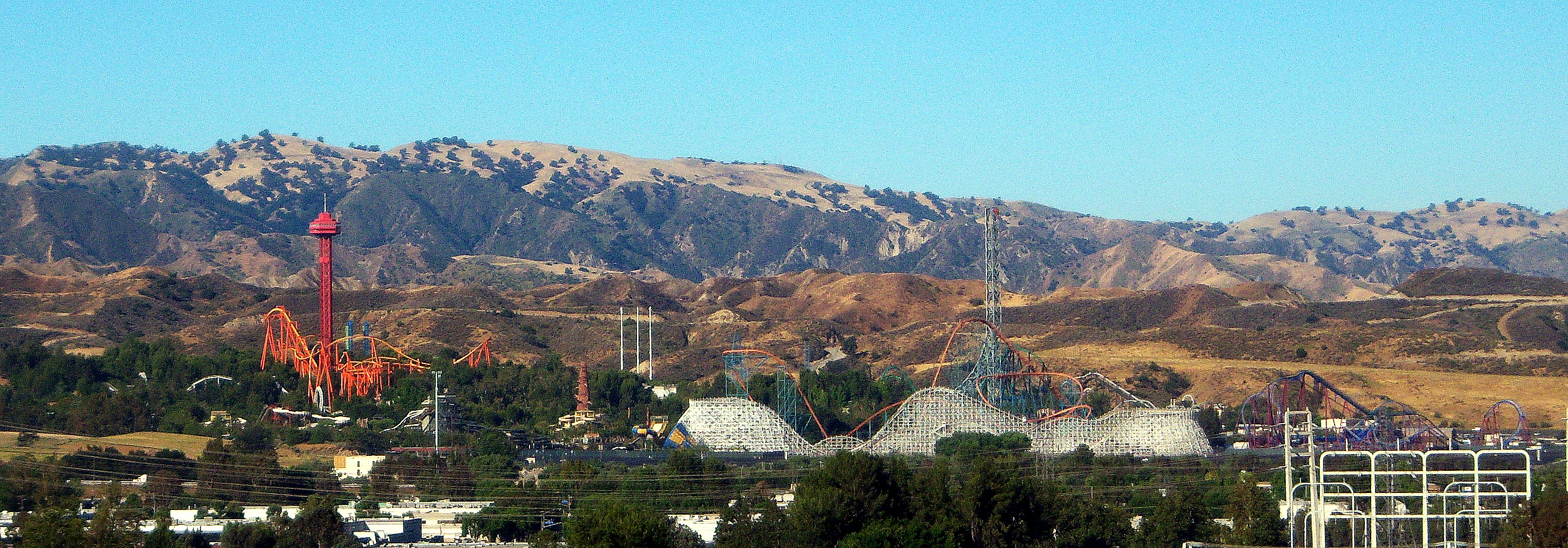
Magic Mountain Freizeitpark (2008)

Als Kiss eintreffen, versucht Devereaux sie mithilfe eines Gene-Simmons-Roboters zu diskreditieren, indem er ihn Gebäude im Park beschädigen und Sicherheitspersonal angreifen lässt. Am nächsten Tag werden Kiss zu dem Vorfall befragt, es folgen jedoch keine Konsequenzen. Daraufhin versucht Devereaux, das Konzert selbst zu sabotieren. Es gelingt ihm, Kiss’ Superkräfte zu neutralisieren und die Band in seinem Labor einzusperren. Anschließend schickt er die falschen Kiss auf die Bühne, wo sie eine textlich zu „Rip and Destroy“ veränderte Version des Liedes Hotter Than Hell spielen, um die Fans aufzubringen. Den echten Kiss gelingt die Flucht aus dem Labor, und sie fliegen zur Bühne, um im finalen Kampf gegen ihre Doppelgänger anzutreten. Nach ihrem Sieg setzt die Band das Konzert fort, und die Krise ist vorüber.
Nach der Show begeben sich Kiss mit Sam’s Freundin Melissa und dem Chef des Parks, Calvin Richards, zu Devereaux, um ihn dazu zu überreden, Sam freizulassen. Als er sich umdreht, hat Devereaux weiße Haare und einen starren Gesichtsausdruck, wobei ungeklärt bleibt, ob er tot ist. Es gelingt Paul Stanley, das Gedankenkontrollgerät von Sam zu entfernen, sodass dieser wieder normal wird, sich jedoch an nichts erinnern kann.
Superkräfte der Mitglieder
Die Superkräfte der Kiss-Mitglieder werden damit erklärt, dass sie der Band durch vier Talismane verliehen werden, die sich in einer Schatulle befinden. Durch sie werden die Mitglieder befähigt, Feuer zu spucken (Gene Simmons), „Laserstrahlen“ aus den Augen zu verschießen (Paul Stanley), besonders weit und hoch zu springen (Peter Criss) oder die ganze Gruppe durch Gedankenkraft an einen anderen Ort zu bringen (Ace Frehley).

## Synchronisation
| Rolle           | Darsteller     | Synchronsprecher  |
| --------------- | -------------- | ----------------- |
| The Demon       | Gene Simmons   | Rolf Zacher       |
| The Starchild   | Paul Stanley   | Michael Ande      |
| The Space Ace   | Ace Frehley    | Jürgen Clausen    |
| The Catman      | Peter Criss    | Ivar Combrinck    |
| Abner Devereaux | Anthony Zerbe  | Paul Bürks        |
| Calvin Richards | Carmine Caridi | Günther Sauer     |
| Melissa         | Deborah Ryan   | Marianne Hoffmann |

## Merkwürdigkeiten
Aufgrund seiner drogen- und alkoholbedingten häufigen Ausfälle wurde Ace Frehley bei den Dreharbeiten gelegentlich durch sein Stunt-Double Alan Oliney ersetzt. Dieser Mann, der ursprünglich nur dafür vorgesehen war, in gefährlicheren Szenen für Frehley einzuspringen, sah ihm körperlich kaum ähnlich und war dunkelhäutig. In mehreren Szenen des Films ist klar erkennbar, dass Frehley an der jeweiligen Szene nicht beteiligt war.
Peter Criss sprach seinen Text mit starkem Akzent und erschien nicht in der Post Production, weshalb er in der englischen Fassung von Michael Bell nachsynchronisiert wurde.
In der dritten Staffel der Zeichentrickserie South Park dient der Film als lose Vorlage für die Handlung der Folge „Korns echt abgefahrene Geisterstory“ (Korn’s Groovy Pirate Ghost Mystery), in der die Band Korn über spezielle Kräfte verfügt und in Scooby-Doo-Manier ein Rätsel lösen muss, um ein Konzert geben zu können.

## Ausstrahlung und Verbreitung
Der Film wurde in den USA am 28. Oktober 1978 bei NBC erstmals ausgestrahlt und 1979 international veröffentlicht. In zahlreichen Ländern, unter anderem in Peru, Deutschland und Finnland, lief er im Kino.
Der Film ist als Kinofassung im Box-Set Kissology Vol. 2 enthalten.
Es existiert auch eine sehr seltene Bootleg-Auflage vom Herausgeber „Hangover Records“. Diese sehr exklusive Veröffentlichung beinhaltet die Original-Fassung in englischem Originalton, die deutsche Kinofassung sowie eine bisher nie in Deutschland  veröffentlichte TV-Fassung in deutscher Sprache. Für diese neue Fassung synchronisierte Hangover Records die deutsche Kino-Tonspur aufwändig auf die im Vergleich zur Kinoversion wesentlich anders geschnittene englischsprachige TV-Fassung.
Das Bootleg ist sehr selten und es existieren nur wenige „originale“ DVD-Kopien davon.

## Rezeption
Rotten Tomatoes beschreibt den Film als „extrem comichaft, weil er zahlreiche schlechte Witze und billige Spezialeffekte aufweise“. Er sei ein „erwähnenswerter Quotenerfolg gewesen, habe aber leider auch die Gruppe Kiss als ‚Kiddie-Band‘ gebrandmarkt, wodurch die Mitglieder der Band den Film heute als Peinlichkeit empfinden“ würden. Er sei dennoch ein „Kultfilm für die Fans der Gruppe und Freunde ungewöhnlicher Fernsehsendungen“.
filmflausen.de schrieb, der Film sei „grottiger Fantasy-Trash mit miserabel beleuchteten Kulissen, einem ‚TKKG‘-Plot, Plateauschuh-Terror und ein paar Rockern, die sich gnadenlos zum Affen machen, ohne dass jemand dabei Spaß zu haben scheint.“